# كارلوس فونيسكا
كارلوس فونيسكا (مواليد 28 أكتوبر 1955) هو ملاكم برازيلي، مثّل بلاده في الألعاب الأولمبية الصيفية 1980.

## روابط خارجية
كارلوس فونيسكا على موقع أوليمبيديا (الإنجليزية)